# アンドリュー・ファレル
アンドリュー・ファレル（Andrew Farrell、1992年4月2日 - ）は、アメリカ合衆国出身のプロサッカー選手。ポジションはDF。メジャーリーグサッカー・ニューイングランド・レボリューション所属。

## クラブ経歴
2013年1月、MLSスーパードラフトでニューイングランド・レボリューションに全体1位指名された。
2013年3月9日、シーズン開幕戦のシカゴ・ファイアーFC戦に出場しプロデビュー。
2018年4月6日のモントリオール・インパクト戦で、出場164試合目にしてプロ初ゴールを決めた

## 人物
宣教師だった親の仕事の関係で、ペルーで10年間(5歳から14歳まで)を過ごした。

## タイトル

### 個人
- MLSオールスター: 2016